# Georg Schmidt (Mediziner, 1923)
Georg Schmidt (* 19. Januar 1923 in Ochsenfurt; † 2010) war ein deutscher Rechtsmediziner und Hochschullehrer.

## Ausbildung und Beruf
Nachdem Schmidt 1940 in Landau in der Pfalz die Schule mit dem Abitur abgeschlossen hatte, wurde er in die Wehrmacht als Soldat im Sanitätsdienst eingezogen, begann aber zwischen den Einsätzen in Berlin Medizin zu studieren. Nach dem ersten Klinischen Semester wurde er zum Feldunterarzt, seinem letzten Dienstgrad, befördert. Dann studierte Schmidt an der Albert-Ludwigs-Universität Freiburg und der Universität Straßburg. An der Eberhard Karls Universität Tübingen schloss er sein Studium 1947 mit dem Staatsexamen ab; seinen Doktortitel erlangte er im gleichen Jahr mit einer Arbeit über die klinische Bedeutung der Falx-Verkalkung.
Nach Tätigkeiten in verschiedenen Krankenhäusern, die der klinischen Weiterbildung dienten, begann Schmidt 1950 an der Friedrich-Alexander-Universität Erlangen-Nürnberg unter Emil Weinig seine Tätigkeit in der Rechtsmedizin. In Erlangen begann Schmidts Hinwendung zur Toxikologischen Chemie, so dass er auch Vorlesungen in Chemie hörte. Seine Habilitationsschrift aus dem Jahr 1957 behandelte das Thema der Harnanalyse zum Nachweis Derivaten der Barbitursäure und des Harnstoffs; der Hamburger Toxikologe Wolfgang Arnold urteilte darüber, die Arbeit sei „zu dieser Zeit weltweit als eine der bedeutendsten und richtungsweisenden Arbeiten aus forensisch-toxikologischer Sicht anzusehen“ gewesen. Die Universität Erlangen ernannte Schmidt 1963 zum außerplanmäßigen Professor.
Georg Schmidt erhielt 1964 einen Ruf auf den Lehrstuhl für Gerichtliche Medizin an die Universität Tübingen, einen Ruf an die Universität in Gießen hatte er abgelehnt. Vier Jahre später wurde er Nachfolger von Berthold Mueller an der Ruprecht-Karls-Universität Heidelberg. Dort hatten seine Arbeiten verstärkt die Traumatologie und die Biomechanik des Verkehrsunfalls zum Thema. Unter Schmidts Leitung wurde das Heidelberger Institut für Gerichtliche Medizin 1974 in „Institut für Rechtsmedizin“ umbenannt.
1975 und 1976 leitete Schmidt die Medizinische Fakultät in Heidelberg als Dekan, ab 1981 war er Prorektor der Universität. Heidelberg war 1980 Ort der 59. Tagung der Deutschen Gesellschaft für Rechtsmedizin unter Schmidts Vorsitz.
Nach seiner Emeritierung 1991 wurde Rainer Mattern sein Nachfolger, das Institut erneut umbenannt in „Institut für Rechtsmedizin und Verkehrsmedizin“.

## Forschungsinteressen
Georgs Schmidts Interessen umfassten die gesamte Rechtsmedizin, besonders konzentriert hat er sich allerdings auf Themen des Straßenverkehrs: Ab seiner Zeit in Tübingen galten die meisten seiner Arbeiten der Toxikologischen Chemie und ab seiner Zeit in Heidelberg der Traumatologie und der Biomechanik der Verkehrsunfallfolgen.

## Werke
Georg Schmidts Publikationsliste umfasst über 250 Arbeiten, etwa 90 davon zur toxikologischen Themen.
Monografien
- Über die klinische Bedeutung der Falxverkalkung, Dissertation, Universität Tübingen, 1947
- Die toxikologische Harnanalyse zum Nachweis von Barbitursäure- und Harnstoffabkömmlingen. Habilitationsschrift, Universität Erlangen-Nürnberg, 1957

## Auszeichnungen und Ehrungen
- Jean Servais Stas-Medaille, 1983
- Ehrendoktorwürde der Universität Tokio, 1993[2]
- Konrad-Händel-Preis, 1997[6]

## Privates
Georg Schmidt heiratete 1954 die Turnerin Elisabeth Ostermeyer.